# Rue de Prague (Paris)
Pour les articles homonymes, voir Rue de Prague.
La rue de Prague est une voie située dans le quartier des Quinze-Vingts du 12e arrondissement de Paris.

## Situation et accès

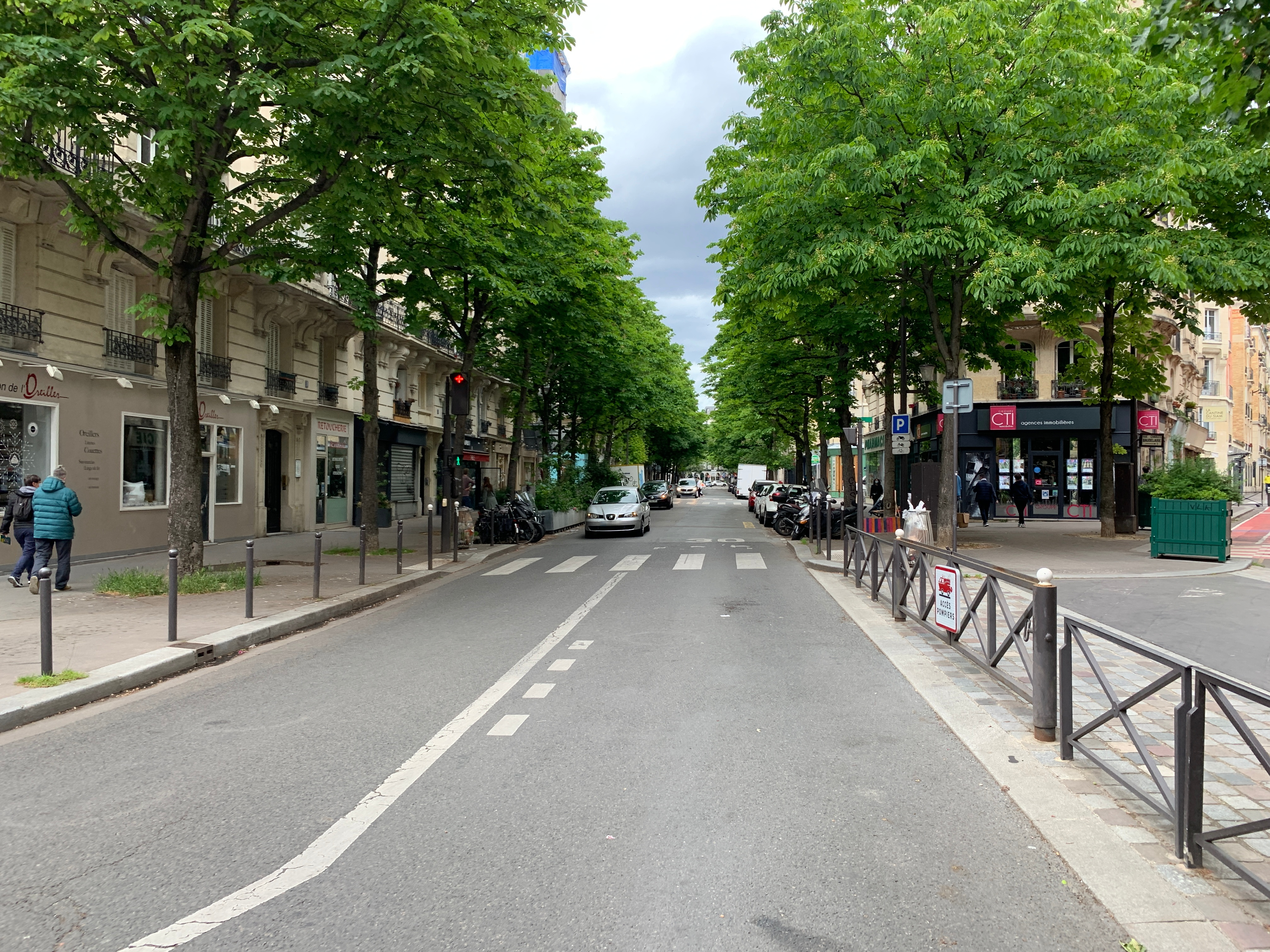
La rue en mai 2021.

La rue de Prague est accessible à proximité par la ligne de métro 8 à la station Ledru-Rollin.

## Origine du nom
Elle porte le nom de la capitale de la République tchèque, Prague.

## Historique
Cette rue a été ouverte par décret du 11 janvier 1904, sur l'emplacement de l'ancien hôpital Trousseau avant que ce dernier ne soit reconstruit dans le quartier du Bel-Air, et prend sa dénomination par arrêté du 5 avril 1904.

## Bâtiments remarquables et lieux de mémoire
- nos 2-4 : immeuble réalisé par les architectes Chaplet et Perrin, orné de sculptures de Georges Ardouin.
- no 8 : immeuble d'habitations à bon marché (HBM) construit entre 1905 et 1909 par les architectes Adolphe Augustin Rey et Henri-Paul Nénot, appartenant à la Fondation Rothschild. L'ensemble, caractéristique pour sa vaste cour centrale laissant circuler l'air et la lumière, fut surnommé le « Louvre de l'habitation populaire »[2]. Les bas-reliefs ornant le porche de l'entrée sont du sculpteur Léon-Ernest Drivier.
- no 13 : ensemble scolaire Saint-Pierre-Fourier (ESSPF), fondé en 1909, établissement privé sous contrat avec l'État, sous la tutelle de la congrégation des chanoinesses de Saint-Augustin de la congrégation Notre-Dame ; le site donne également sur la rue Traversière[3]. Martine Delors et Chantal Goya y ont été élèves dans les années 1960[4].

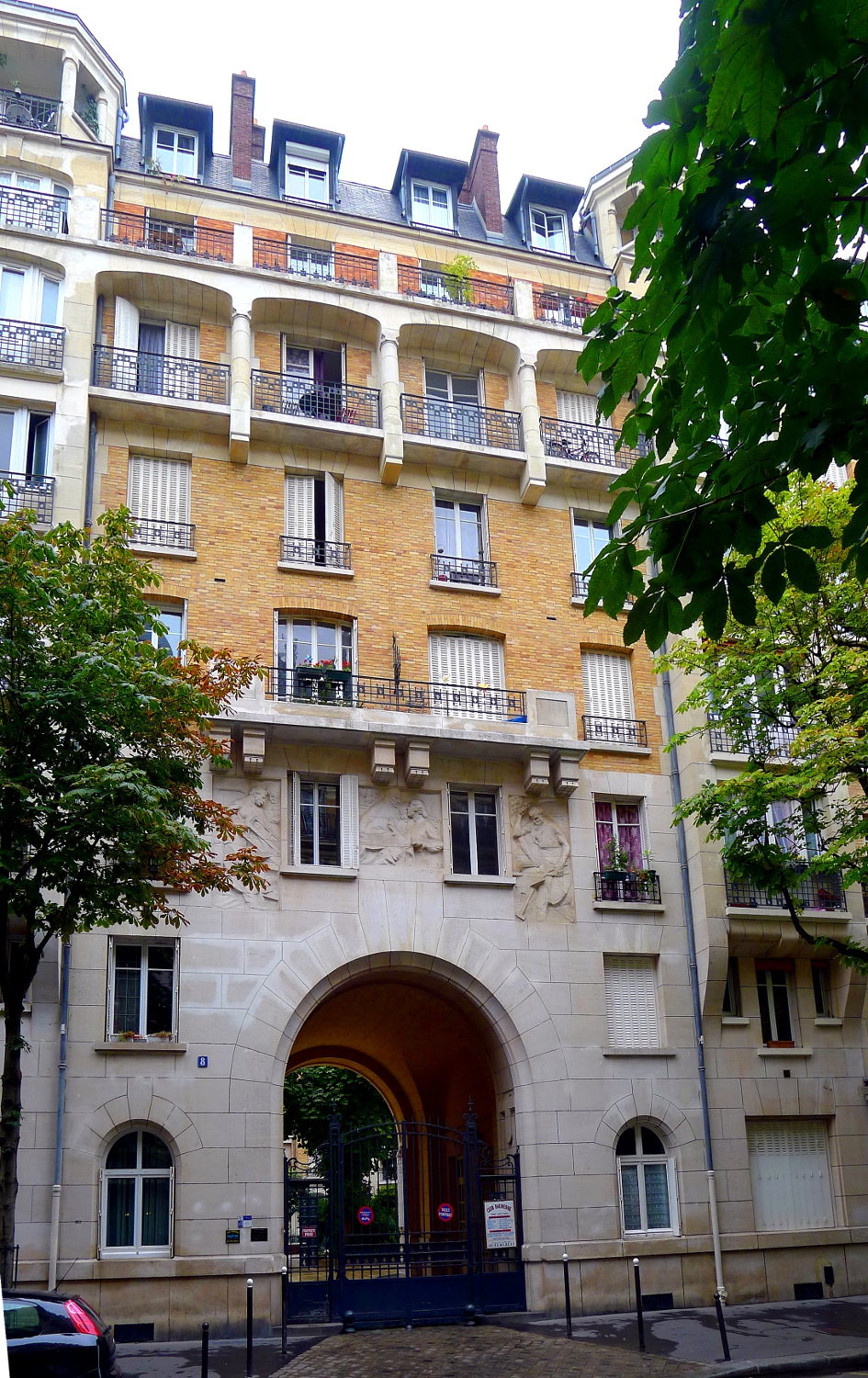
No 8 : immeuble de la Fondation Rothschild.
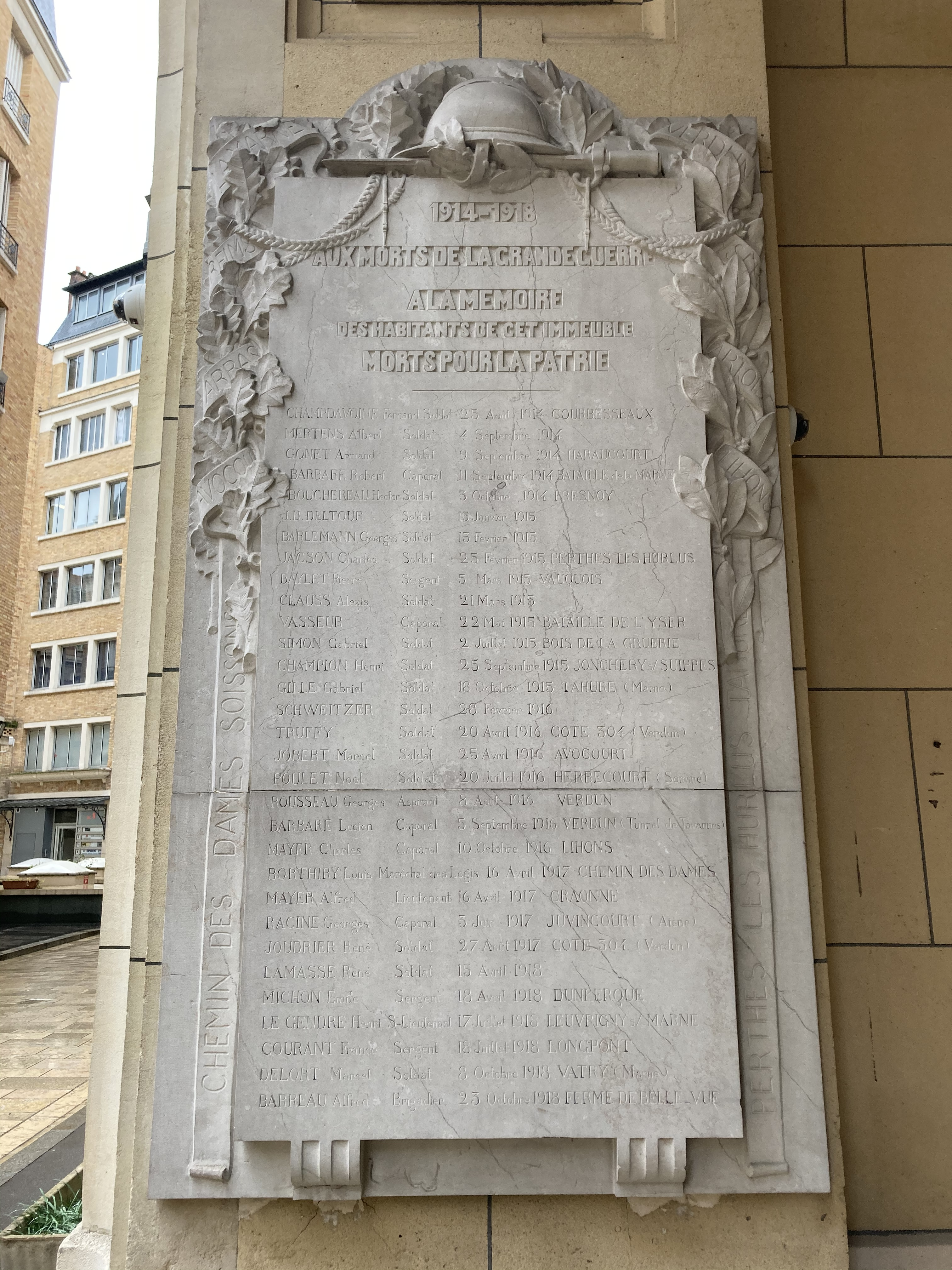
Plaque au no 8.
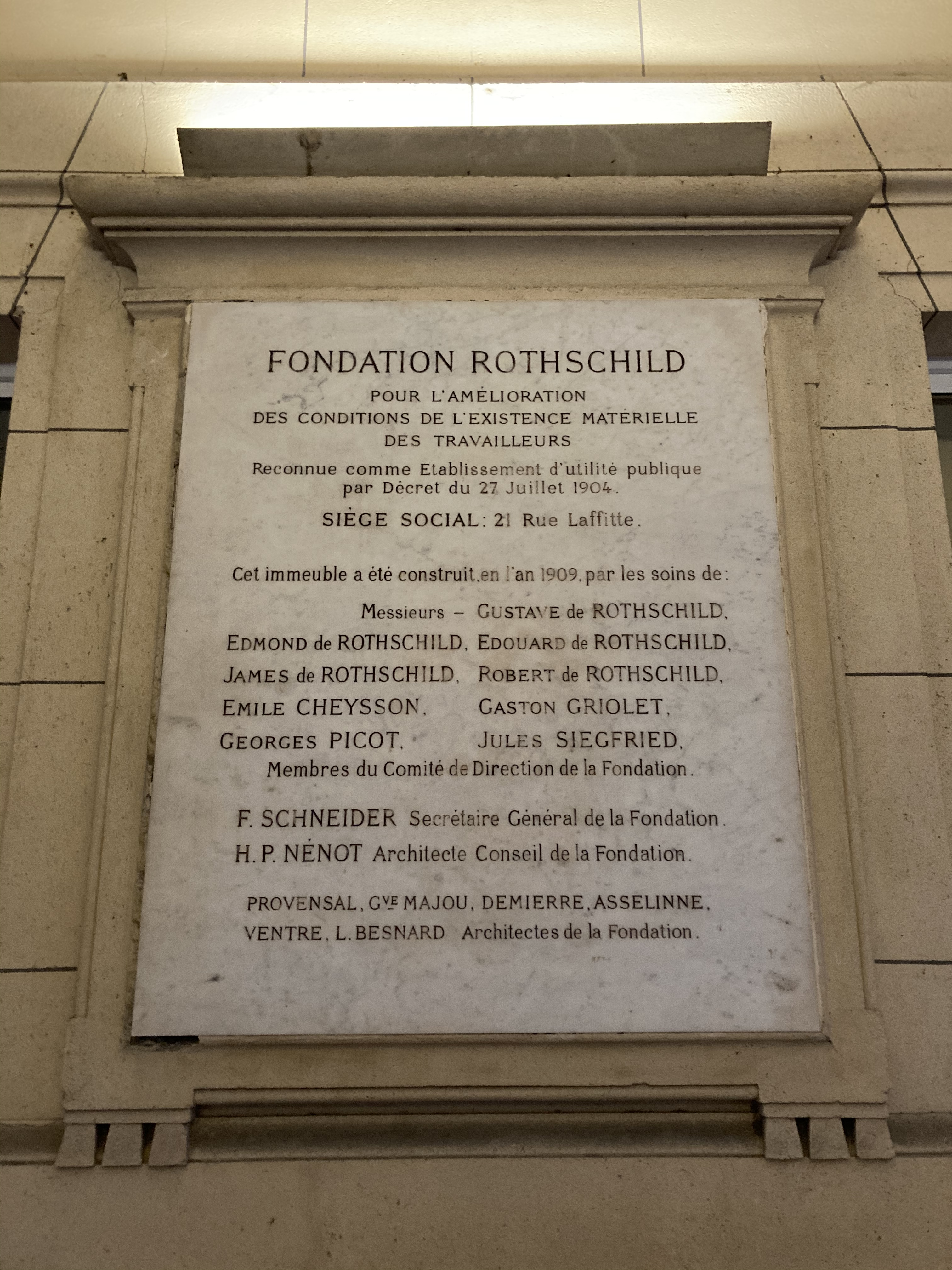
Plaque au no 8.
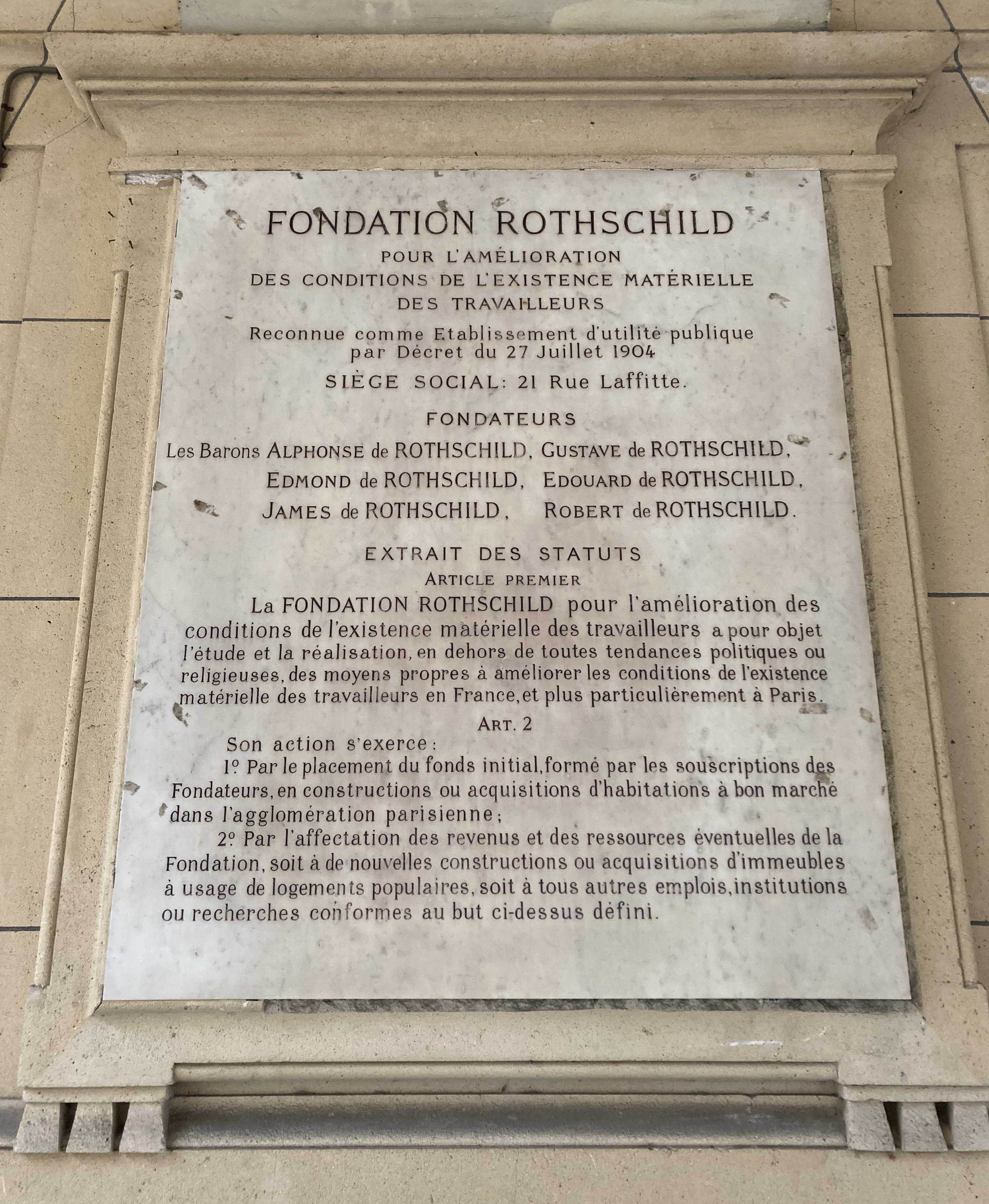
Plaque au no 8.

## Culture populaire
Rue de Prague est le titre d'une chanson de Clio, parue en 2021 dans l'album L'amour hélas.